# Toyobo
 (mars 2016).
Si vous disposez d'ouvrages ou d'articles de référence ou si vous connaissez des sites web de qualité traitant du thème abordé ici, merci de compléter l'article en donnant les références utiles à sa vérifiabilité et en les liant à la section « Notes et références ».
Toyobo Co., Ltd. (東洋紡績株式会社, Tōyōbōseki Kabushiki-gaisha), fondé en 1882, est l'un des plus grands fabricants japonais de textiles et de fibres (synthétiques et naturelles).